# 芬利鎮區 (印地安納州斯科特縣)
芬利鎮區（英語：Finley Township）是位於美國印地安納州斯科特縣的一個行政鎮區。

## 地方資料
根據2010年美國人口普查的數據，芬利鎮區的面積為102.60平方千米，當中陸地面積為101.90平方千米，而水域面積為0.70平方千米。當地共有人口4295人，而人口密度為每平方千米41.86人。